# Nunzio Angiola
Nunzio Angiola (Taranto, 29 gennaio 1969) è un politico ed economista italiano.

## Biografia
Dopo il diploma all'istituto tecnico commerciale di Santeramo in Colle, nel 1993 si laurea in Economia e Commercio presso l’Università degli studi di Bari. Nel 1999 consegue il titolo di dottore di ricerca e nel 2001 diventa ricercatore universitario in Economia aziendale presso l'Università di Lecce. L'anno successivo si trasferisce all’Università degli Studi di Foggia come professore associato e nel 2005 diventa professore ordinario. Presso l'ateneo foggiano dirige dal 2005 l’Osservatorio-Laboratorio sulle Amministrazioni Pubbliche.
Ha insegnato anche all'estero, presso l'Università Cattolica Nostra Signora del Buon Consiglio (Universiteti Zoja e Këshillit Të Mirë) di Tirana.
È iscritto nel registro dei revisori legali, nel registro dei revisori dei conti degli enti locali e nell'elenco nazionale dei componenti degli organismi indipendenti di valutazione.

## Attività politica

### Elezione a deputato col M5S
Candidato dal Movimento 5 Stelle alla Camera dei deputati nel collegio uninominale Puglia 5 è stato eletto deputato per la XVIII legislatura.
Dall'11 aprile 2018 al 21 giugno 2018 è stato componente della Commissione Speciale per l'Esame degli Atti del Governo della Camera dei Deputati. Successivamente e fino al 18 novembre 2019 è entrato a far parte, con funzione di segretario, della V Commissione Permanente (Bilancio). Dal 18 novembre 2019 è componente della Commissione Finanze.
Il 3 aprile 2019 è stato eletto, dal plenum della Camera dei Deputati, componente della Commissione Bicamerale di Vigilanza su Cassa Depositi e Prestiti. Il 12 maggio 2020 viene eletto Vicepresidente di tale Commissione.

### Uscita dal M5S e il passaggio ad Azione
Il 3 gennaio 2020 annuncia la sua uscita dal Movimento 5 Stelle, motivando un profondo dissenso dai vertici, e il passaggio al gruppo misto.
Il 5 agosto 2020 entra nel partito Azione, fondato dall'ex Ministro dello Sviluppo Economico Carlo Calenda, divenendo nella stessa giornata componente del Comitato Promotore Nazionale del Partito.
Il 17 novembre 2020 i parlamentari di Azione e +Europa comunicano l'unione delle rispettive rappresentanze parlamentari in un'unica componente nel Gruppo misto al Senato (+Europa/Azione) e Camera (Azione/+Europa/Radicali Italiani). L'intento, scrivono, è quello di rafforzare l'azione politica di opposizione per una più incisiva critica al governo Conte II, che sia severa ma sempre costruttiva, mossa dalle comuni posizioni europeiste e liberaldemocratiche antitetiche a quelle del blocco sovranista in parlamento.
A dicembre 2020 entra a far parte del Comitato Promotore del Partito in Puglia, ricoprendo il ruolo di coordinatore provinciale della Foggia. Nello stesso mese Angiola non vota la fiducia al Governo Conte II, in occasione dell'approvazione della legge di bilancio 2021.
In occasione della formazione del Governo Draghi, Angiola e gli altri colleghi della componente Azione/+Europa/Radicali Italiani votano la fiducia al nuovo Governo.
Il 15 marzo 2021, su proposta di Carlo Calenda, viene nominato delegato nazionale di Azione per “Aree interne e piccoli comuni”, assumendo pertanto la Responsabilità di questa area tematica, venendo ratificato dal Comitato promotore di Azione.
Il 19 e 20 febbraio 2022, si celebra a Roma il primo Congresso nazionale di Azione e Angiola entra a far parte della direzione nazionale.
Il 24 febbraio 2022, Calenda designa i componenti della segreteria nazionale del Partito, dove nomina Angiola Responsabile del Mezzogiorno. Nel contempo, ad Angiola viene confermata la delega all'area tematica "Aree interne e piccoli comuni".
È l’artefice, durante il suo mandato parlamentare, di alcuni obiettivi di particolare rilevanza, tra cui:
1.  Nuova disciplina per le royalty che le società operanti nel settore eolico e, in generale, delle energie rinnovabili devono corrispondere ai comuni. L’emendamento alla legge di bilancio 2019 supera tutte le incertezze interpretative legate alla legislazione previgente, ossia la legge 239 del 2004, la quale prevedeva la possibilità di concordare misure di compensazione ambientale, senza precisare null’altro al riguardo. Con l’emendamento, che successivamente ha superato il vaglio di costituzionalità, è stata prevista la possibilità di concordare con i comuni misure di carattere patrimoniale, volte a compensare i pregiudizi subiti “per equivalente”. Vengono salvati i bilanci di centinaia di comuni italiani;
2.  Si è adoperato affinché la tratta ferroviaria storica Rocchetta Sant’Antonio- Gioia del Colle fosse inserita nell’elenco delle ferrovie turistiche di cui alla legge 218 del 9 agosto 2017, n. 128, ottenendo un finanziamento di 32 milioni di euro per il recupero della stessa
3.  Grazie ad un emendamento a sua firma è stato stabilizzato nel 2018 il personale del Parco nazionale dell’Alta Murgia e di altri parchi nazionali;
4.  È tra i primi nel 2022 a perorare la causa del riconoscimento della qualifica di Istituzione Concertistico Orchestrale all’Associazione Suoni del Sud di Foggia;
5. Si è adoperato con svariati interventi in aula a Montecitorio, interventi in convegni e sui media per il finanziamento della infrastrutturazione dell'Appia Antica, la Regina Viarum, e la candidatura per il riconoscimento UNESCO come patrimonio dell'Umanità. Il 29 luglio 2024 si apprende che la Via Appia è stata iscritta nella Lista del Patrimonio Mondiale dell’UNESCO. Per l’Italia è il 60° riconoscimento .
Alle elezioni politiche anticipate del 25 settembre 2022 viene candidato per il Senato nel collegio plurinominale della Puglia in seconda posizione dietro a Teresa Bellanova, ma non risulta eletto.

### Candidatura alle amministrative del 2023 a Foggia
Alle elezioni amministrative che si tengono a Foggia il 22 e 23 ottobre 2023 si candida sindaco a capo di una coalizione di quattro liste civiche, giungendo terzo dopo la candidata del campo largo Maria Aida Episcopo e il candidato del centro destra Raffaele di Mauro. Consegue come candidato sindaco il 10,59% con 7.381 voti, mentre le sue quattro liste (Angiola sindaco, Effetto Foggia, Foggia 5.0 e Orà!-Angiola Sindaco) conseguono 5.872 voti . Diventa quindi consigliere comunale di opposizione.
Le sue principali battaglie politiche, anche nella sua veste di segretario provinciale del Movimento politico civico "Cambia", riguardano:
1. Foggia Città30, ossia l'abbassamento dei limiti di velocità in città da 50 a 30 Km/h. Si batte anche per la redazione di uno studio particolareggiato di zonizzazione della Città di Foggia, al fine della individuazione delle zone eleggibili a diventare zone a 30 Km/h[41];
2. Allungamento della pista dell'aeroporto Gino Lisa di Foggia, affinché diventi volano di sviluppo del territorio[42];
3. Realizzazione della Diga di Piano dei Limiti in provincia di Foggia, per porre rimedio ai sempre più frequenti problemi di siccità che attanagliano la Capitanata[43].

## Controversie
Nunzio Angiola è stato condannato dalla Corte dei conti ad un risarcimento per un danno erariale pari a 4.892 euro. Il Professor Nunzio Angiola, professore ordinario a Foggia, all'epoca dei fatti era uno dei componenti del Nucleo di Valutazione della dirigenza del comune di Torremaggiore. Nel 2013 una ispezione del ministero dell’Economia aveva infatti rilevato che a Torremaggiore non venivano rispettate le norme sulla trasparenza dei compensi dei dirigenti. Approfondendo gli atti, gli ispettori avevano scoperto alcune irregolarità nella quantificazione e nella erogazione dei premi di risultato erogati per il 2010 e il 2011. Irregolarità che i giudici contabili avevano ricondotto nell’alveo della colpa grave, accogliendo le accuse formulate dal vice procuratore Pierpaolo Grasso.
«La Corte dei Conti – ha precisato l’onorevole Angiola - mi avrebbe riconosciuto responsabile di aver causato un danno, addebitato nella misura di 4.892 euro. [...] Tutto questo – ha affermato l’onorevole in un comunicato stampa - non perché io mi sia impadronito personalmente di soldi pubblici, naturalmente, o li abbia dissipati in opere o consulenze inutili o clientelari, ma perché, insieme agli altri componenti del Nucleo di valutazione e al Commissario prefettizio che reggeva il Comune di Torremaggiore (niente fazioni politiche, dunque), abbiamo ritenuto idonei i documenti generali di programmazione del Comune (Peg e Pdo, a preventivo e a consuntivo) per erogare ai dirigenti la retribuzione di risultato, retribuzione che la stessa Corte dei Conti afferma che avrebbe comunque dovuto essere attribuita. [...] Si tratta – ha precisato ancora Angiola - di una disputa procedurale, su quali tipi di documenti fossero necessari per erogare dei fondi che comunque avrebbero dovuto essere pagati ai dirigenti. Fondi che, secondo le norme vigenti non avrebbero potuto essere spesi in nessuna altra maniera [...] Come è mio diritto – ha concluso l’onorevole - farò ricorso in appello, certo di vedere riconosciuta la correttezza della procedura adottata. Resta inteso che trattandosi di un rischio professionale è regolarmente coperto da polizza assicurativa».